# Wimbledon-mesterskabet i mixed double 2021
Wimbledon-mesterskabet i mixed double 2021 var den 98. turnering om Wimbledon-mesterskabet i mixed double. Turneringen var en del af Wimbledon-mesterskaberne 2021 og blev spillet i All England Lawn Tennis and Croquet Club i London, Storbritannien i perioden 1. - 11. juli 2021 med deltagelse af 48 par.
Mesterskabet blev vundet af Neal Skupski og Desirae Krawczyk, som i finalen besejrede Joe Salisbury og Harriet Dart med 6-2, 7-6(1). Krawczyk vandt dermed den anden grand slam-titel i sin karriere, eftersom hun fire uger tidligere havde vundet French Open-titlen med Salisbury som makker. Skupski var i sin første grand slam-finale og vandt følgelig den første grand slam-titel.
De forsvarende mestre fra det foregående mesterskab i 2019, Ivan Dodig og Latisha Chan, tabte i tredje runde til John Peers og Zhang Shuai.

## Pengepræmier
Den samlede præmiesum til spillerne i mixed double androg £ 368.000 (ekskl. per diem), hvilket var et fald på ca. 14 % i forhold til den foregående turnering i 2019.
| Resultat               | Pengepræmier | Pengepræmier | Ændring ift. 2019 |
| Resultat               | Pr. par      | Total        | Ændring ift. 2019 |
| ---------------------- | ------------ | ------------ | ----------------- |
| Vindere (1)            | £ 100.000    | £ 100.000    | −13,8 %           |
| Finalister (1)         | £ 50.000     | £ 50.000     | −13,8 %           |
| Semifinalister (2)     | £ 25.000     | £ 50.000     | −13,8 %           |
| Kvartfinalister (4)    | £ 12.000     | £ 48.000     | −17,2 %           |
| Tabere i 3. runde (8)  | £ 6.000      | £ 48.000     | −14,3 %           |
| Tabere i 2. runde (16) | £ 3.000      | £ 48.000     | −14,3 %           |
| Tabere i 1. runde (16) | £ 1.500      | £ 24.000     | −14,3 %           |
| Samlet præmiesum       | -            | £ 368.000    | −14,4 %           |

## Turnering

### Deltagere
Turneringen havde deltagelse af 48 par, der var fordelt på:
- 43 direkte kvalificerede par i form af deres ranglisteplacering.
- 5 par, der havde modtaget et wildcard (markeret med WC).

#### Seedede spillere
Oprindeligt blev de 16 bedste par seedet, men efter afbud fra flere af parrene, blev listen udvidet med et ekstra seedet par.
| Seedning | Rang. | Spillere                               | Resultat        |
| -------- | ----- | -------------------------------------- | --------------- |
| 1        |       | Nicolas Mahut Kristina Mladenovic      | Meldte afbud    |
| 2        |       | Mate Pavić Gabriela Dabrowski          | Kvartfinalister |
| 3        |       | Wesley Koolhof Demi Schuurs            | Anden runde     |
| 4        |       | Édouard Roger-Vasselin Nicole Melichar | Kvartfinalister |
| 5        |       | Rajeev Ram Bethanie Mattek-Sands       | Tredje runde    |
| 6        |       | Ivan Dodig Latisha Chan                | Tredje runde    |
| 7        |       | Neal Skupski Desirae Krawczyk          | Mestre          |
| 8        |       | Michael Venus Chan Hao-Ching           | Meldte afbud    |
| 9        |       | Kevin Krawietz Květa Peschke           | Semifinalister  |
| 10       |       | Raven Klaasen Darija Jurak             | Tredje runde    |
| 11       |       | Hugo Nys Hsieh Su-Wei                  | Meldte afbud    |
| 12       |       | Fabrice Martin Alexa Guarachi          | Anden runde     |
| 13       |       | Sander Gillé Hayley Carter             | Tredje runde    |
| 14       |       | Jean-Julien Rojer Andreja Klepač       | Kvartfinalister |
| 15       |       | Ben McLachlan Ena Shibahara            | Meldte afbud    |
| 16       |       | Marcus Daniell Sharon Fichman          | Meldte afbud    |
| 17       |       | John Peers Zhang Shuai                 | Semifinalister  |

#### Wildcards
Fem par modtog et wildcard til turneringen.
| Spillere                      | Resultat        |
| ----------------------------- | --------------- |
| Jérémy Chardy Naomi Broady    | Kvartfinalister |
| Lloyd Glasspool Jodie Burrage | Meldte afbud    |
| Nick Kyrgios Venus Williams   | Anden runde     |
| Jonny O'Mara Sarah Beth Grey  | Første runde    |
| Ryan Peniston Eden Silva      | Første runde    |

### Resultater

#### Kvartfinaler, semifinaler og finale
| Jean-Julien Rojer |
| Andreja Klepač    |

| Neal Skupski     |
| Desirae Krawczyk |

| Neal Skupski     |
| Desirae Krawczyk |

| Édouard Roger-Vasselin |
| Nicole Melichar        |

| John Peers  |
| Zhang Shuai |

| John Peers  |
| Zhang Shuai |

| Neal Skupski     |
| Desirae Krawczyk |

| Jérémy Chardy |
| Naomi Broady  |

| Joe Salisbury |
| Harriet Dart  |

| Joe Salisbury |
| Harriet Dart  |

| Joe Salisbury |
| Harriet Dart  |

| Kevin Krawietz |
| Květa Peschke  |

| Kevin Krawietz |
| Květa Peschke  |

| Mate Pavić         |
| Gabriela Dabrowski |

#### Første, anden og tredje runde
| Aidan McHugh       |
| Emily Webley-Smith |

| Bye |
|     |

| Aidan McHugh       |
| Emily Webley-Smith |

| Rohan Bopanna |
| Sania Mirza   |

| Rohan Bopanna |
| Sania Mirza   |

| Ramkumar Ramanathan |
| Ankita Raina        |

| Rohan Bopanna |
| Sania Mirza   |

| Jonathan Erlich |
| Lucie Hradecká  |

| Jean-Julien Rojer |
| Andreja Klepač    |

| Gonzalo Escobar |
| Vera Zvonarjova |

| Gonzalo Escobar |
| Vera Zvonarjova |

| Bye |
|     |

| Jean-Julien Rojer |
| Andreja Klepač    |

| Jean-Julien Rojer |
| Andreja Klepač    |

| Fabrice Martin |
| Alexa Guarachi |

| Bye |
|     |

| Fabrice Martin |
| Alexa Guarachi |

| Ken Skupski    |
| Jessica Pegula |

| Arthur Fery |
| Tara Moore  |

| Arthur Fery |
| Tara Moore  |

| Arthur Fery |
| Tara Moore  |

| Lloyd Glasspool |
| Jodie Burrage   |

| Neal Skupski     |
| Desirae Krawczyk |

| Luke Bambridge |
| Asia Muhammad  |

| Luke Bambridge |
| Asia Muhammad  |

| Bye |
|     |

| Neal Skupski     |
| Desirae Krawczyk |

| Neal Skupski     |
| Desirae Krawczyk |

| Édouard Roger-Vasselin |
| Nicole Melichar        |

| Bye |
|     |

| Édouard Roger-Vasselin |
| Nicole Melichar        |

| Austin Krajicek    |
| Sabrina Santamaria |

| Nick Kyrgios   |
| Venus Williams |

| Nick Kyrgios   |
| Venus Williams |

| Édouard Roger-Vasselin |
| Nicole Melichar        |

| John-Patrick Smith |
| Caty McNally       |

| Andrej Vasiljevskij |
| Arina Rodionova     |

| Andrej Vasiljevskij |
| Arina Rodionova     |

| Andrej Vasiljevskij |
| Arina Rodionova     |

| Bye |
|     |

| Marcus Daniell |
| Sharon Fichman |

| Marcus Daniell |
| Sharon Fichman |

| John Peers  |
| Zhang Shuai |

| Bye |
|     |

| John Peers  |
| Zhang Shuai |

| Roman Jebavý        |
| Markéta Vondroušová |

| Roman Jebavý        |
| Markéta Vondroušová |

| Andre Begemann |
| Vivian Heisen  |

| John Peers  |
| Zhang Shuai |

| Aisam-ul-Haq Qureshi |
| Nadiia Kitjenok      |

| Ivan Dodig   |
| Latisha Chan |

| Aleksandr Bublik  |
| A. Pavljutjenkova |

| Aisam-ul-Haq Qureshi |
| Nadiia Kitjenok      |

| Bye |
|     |

| Ivan Dodig   |
| Latisha Chan |

| Ivan Dodig   |
| Latisha Chan |

| Michael Venus  |
| Chan Hao-Ching |

| Bye |
|     |

| Michael Venus  |
| Chan Hao-Ching |

| Ryan Peniston |
| Eden Silva    |

| Jérémy Chardy |
| Naomi Broady  |

| Jérémy Chardy |
| Naomi Broady  |

| Jérémy Chardy |
| Naomi Broady  |

| Divij Sharan           |
| Samantha Murray Sharan |

| Raven Klaasen |
| Darija Jurak  |

| Ariel Behar        |
| Galina Voskobojeva |

| Divij Sharan           |
| Samantha Murray Sharan |

| Bye |
|     |

| Raven Klaasen |
| Darija Jurak  |

| Raven Klaasen |
| Darija Jurak  |

| Ben McLachlan |
| Ena Shibahara |

| Bye |
|     |

| Ben McLachlan |
| Ena Shibahara |

| Oliver Marach     |
| Ljudmyla Kitjenok |

| Oliver Marach     |
| Ljudmyla Kitjenok |

| Santiago González |
| Giuliana Olmos    |

| Oliver Marach     |
| Ljudmyla Kitjenok |

| Joe Salisbury |
| Harriet Dart  |

| Joe Salisbury |
| Harriet Dart  |

| Henri Kontinen |
| Heather Watson |

| Joe Salisbury |
| Harriet Dart  |

| Bye |
|     |

| Wesley Koolhof |
| Demi Schuurs   |

| Wesley Koolhof |
| Demi Schuurs   |

| Rajeev Ram            |
| Bethanie Mattek-Sands |

| Bye |
|     |

| Rajeev Ram            |
| Bethanie Mattek-Sands |

| Nicholas Monroe |
| Renata Voráčová |

| Nicholas Monroe |
| Renata Voráčová |

| Jonny O'Mara    |
| Sarah Beth Grey |

| Rajeev Ram            |
| Bethanie Mattek-Sands |

| Marc López     |
| Marie Bouzková |

| Kevin Krawietz |
| Květa Peschke  |

| Max Purcell   |
| Marta Kostjuk |

| Max Purcell   |
| Marta Kostjuk |

| Bye |
|     |

| Kevin Krawietz |
| Květa Peschke  |

| Kevin Krawietz |
| Květa Peschke  |

| Sander Gillé  |
| Hayley Carter |

| Bye |
|     |

| Sander Gillé  |
| Hayley Carter |

| Marcelo Demoliner |
| Luisa Stefani     |

| Marcelo Demoliner |
| Luisa Stefani     |

| David Pel            |
| Rosalie van der Hoek |

| Sander Gillé  |
| Hayley Carter |

| Matwé Middelkoop |
| Kiki Bertens     |

| Mate Pavić         |
| Gabriela Dabrowski |

| Matthew Ebden   |
| Samantha Stosur |

| Matthew Ebden   |
| Samantha Stosur |

| Bye |
|     |

| Mate Pavić         |
| Gabriela Dabrowski |

| Mate Pavić         |
| Gabriela Dabrowski |